# Nimrod (Branch)

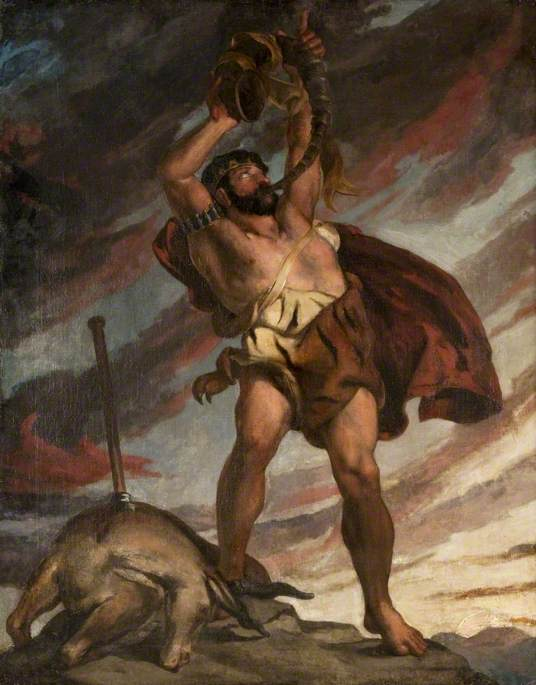
Nimrod

Nimrod – epos amerykańskiej poetki Anny Hempstead Branch, opublikowany w tomiku Rose of The Wind, and Other Poems, wydanym w 1910. Utwór jest oparty na historii biblijnej. Został napisany wierszem białym (blank verse), czyli nierymowanym pentametrem jambicznym. Bohaterem dzieła jest wspomniany w Księdze Rodzaju legendarny myśliwy Nimrod (Nemrod), syn Kusza i prawnuk Noego. 
One time, in Shinar, when the setting sun,
With all his thousand javelins, drove the day
Before him and the myriad tribes of light
Departed sullenly with bleeding feet,
Great Nimrod, the strong huntsman of the Lord,
Returning hot with bloodshed from the chase,
Beheld great Babel, wrathful, beautiful,
Burn like a blood-red cloud upon the plain.
Then Nimrod, when he saw it, laughed aloud,
And turning to his warriors cried, "Behold
How those steep battlements defy the cloud
With starry dome and precipice of brass.
Their sword-like minarets have stabbed the sun.
Utwór zajmuje 82 strony druku i składa się z siedmiu części. Bezrymowy tok wiersza poetka ozdabia aliteracją: With my strong ramparts I will storm the sky; Blushing with sweetness, all the soft white stone/Smiled like a rose, where vaguely seen as though/From some profound and spiritual air; and bright feet/Were spread amid the rock and rushing raiment/Of splendid spirits roared along the stone/For Nimrod when he built; With hate ecstatic, first conceived of death;/Or when before the flood the sons of men/Whored fearfully and of adulterous flesh/Bred frightful progeny. Poemat o Nimrodzie jest najobszerniejszym i najprawdopodobniej najbardziej znanym dziełem autorki.